# L'Amour en fuite
L'amour en fuite (Vervlogen liefde) is een Franse film van François Truffaut die werd uitgebracht in 1979.

François Truffaut en Claude Jade bij de première van hun derde gezamenlijke film Vervlogen liefde, 1979

L'amour en fuite is het sluitstuk en het hoogtepunt van Antoine Doinels avonturen, een mozaïek van beelden met nooit eerder vertoonde scènes uit eerdere films van François Truffaut.

## Verhaal
Na vijf jaar huwelijk besluiten Antoine en Christine te gaan scheiden. Antoine is verliefd op Sabine, een verkoopster in een platenzaak. Op een dag, als hij zijn zoontje Alphonse naar het station brengt, komt hij Colette tegen, een meisje van de Jeunesses Musicales, op wie hij verliefd was.

## Rolverdeling
| Acteur              | Personage                 |
| ------------------- | ------------------------- |
| Jean-Pierre Léaud   | Antoine Doinel            |
| Claude Jade         | Christine Doinel          |
| Marie-France Pisier | Colette                   |
| Dani                | Liliane                   |
| Dorothée            | Sabine Barnerias          |
| Daniel Mesguich     | Xavier Bernerias          |
| Julien Bertheau     | mijnheer Lucien           |
| Jean-Pierre Ducos   | de advocaat van Christine |
| Rosy Varte          | de moeder van Colette     |